# 오현식 (1986년)
오현식(吳炫植, 1986년 2월 28일 ~ )은 대한민국의 제8·9대 인천광역시 강화군의원이다.

## 학력
- 성결대학교 사범대학 체육교육과 졸업

## 경력
- 육군장교 중위 만기전역 학사 54기
- 민주평화통일자문회의 강화군지부 청년위원장
- 강화군 농구협회 협회장
- 강화읍 체육진흥후원회 총무
- 강화읍 의용소방대 대원
- 강화라이온스클럽 회원
- 한국자유총연맹 강화군지회 회원
- 강화문화원 회원
- 샘솟는화원 실장
- KO다이어트 원장
- SO 체대입시학원 원장
- SO 축구 원장
- SO 농구교실 원장
- 2018.07 ~ 2022.06 제8대 인천광역시 강화군의회 의원
- 2018.07 ~ 2020.07 제8대 인천광역시 강화군의회 전반기 조례심사특별위원회 위원
- 2018.07 ~ 2020.07 제8대 인천광역시 강화군의회 전반기 예산결산특별위원회 간사
- 2020.07 ~ 2022.06 제8대 인천광역시 강화군의회 후반기 조례심사특별위원회 위원
- 2020.07 ~ 2022.06 제8대 인천광역시 강화군의회 후반기 예산결산특별위원회 위원
- (사)대한수상스키·웨이크스포츠협회 이사
- 2022.07 ~ 2025.01 제9대 인천광역시 강화군의회 의원
- 2022.07 ~ 2024.07 제9대 인천광역시 강화군의회 전반기 조례심사특별위원회 위원
- 2022.07 ~ 2024.07 제9대 인천광역시 강화군의회 전반기 예산결산특별위원회 위원
- 2024.07 ~ 2025.01 제9대 인천광역시 강화군의회 후반기 조례심사특별위원회 위원
- 2024.07 ~ 2025.01 제9대 인천광역시 강화군의회 후반기 예산결산특별위원회 위원

## 수상
- 민주평화통일 대통령 표창
- 생활정책연구 우수정책 표창

## 역대 선거 결과
|  | 18.34% |

|  | 33.59% |

|  | 41.24% |